# Lydia Flem
Lydia Flem, née le 15 juillet 1952 à Bruxelles (Belgique), est une écrivaine, psychanalyste et photographe belge.
Ses romans, essais et autofictions sont traduits en 19 langues. Son livre La Reine Alice a reçu le prix Simon de l'éthique et le prix Rossel des jeunes.
Ses compositions photographiques ont été exposées à l'Institut mémoires de l'édition contemporaine (IMEC), à la Biennale de Berlin, à la Maison européenne de la photographie et à la Fiac (galerie Françoise Paviot).
Membre de l'Académie royale de langue et de littérature françaises de Belgique, elle vit à Paris et à Bruxelles.

## Biographie
La mère de Lydia Flem, Edith Esser (1921-2003), est née à Cologne dans une famille de commerçants et d'antiquaires. À l'arrivée d'Adolf Hitler au pouvoir, la famille Esser émigre en France, vivant quelques mois à Strasbourg avant de s'installer à Tours. De 1943 à 1944, Edith Esser participe à la Résistance (sous le nom de Jacqueline Monnier) avant d'être arrêtée à Grenoble, puis déportée de Lyon à Auschwitz, par le convoi no 78, le 11 août 1944. Elle y survivra.
Son père, Boris Flem (1923-2001), russe, est né à Saint-Pétersbourg dans une famille d'intellectuels qui s'exile en Allemagne puis aux Pays-Bas.
Les parents de Lydia Flem se rencontrent en Suisse après la guerre, et s'installent en Belgique, où elle naît en 1952.
Après des études de sciences politiques et de sociologie à l'université libre de Bruxelles, Lydia Flem obtient une licence en psychologie à Nice. Elle est l’assistante de Menie Grégoire à RTL en 1974 et 1975 pour son émission La Responsabilité sexuelle (sujet de son mémoire de sociologie). Entre 1977 et 1980, elle travaille et se forme à la psychanalyse d'enfants à l'université catholique de Louvain, dans un centre supervisé par Françoise Dolto.
Au milieu des années 80, elle suit une formation clinique à la psychanalyse d’enfants, au sein de séminaires où sont commentés des écrivains et penseurs comme Edmond Jabès, Claude Lévi-Strauss, Henri Atlan. À la même époque, elle rencontre Maurice Olender, qui dirige la collection « Textes du XXe siècle » chez Hachette. Pour les cinquante ans de la collection « La vie quotidienne », Olender lui suggère d'écrire sur « la vie quotidienne de Freud et de ses patients ». Ce qu'elle fait.
Invitée par Bernard Pivot à Apostrophes en 1986 pour son livre La Vie quotidienne de Freud et de ses patients, elle connaît son premier grand succès public.
Qu’il s’agisse de Freud, de Casanova, des voix de l’amour à l’opéra, de fiction (Panique) ou de ses propres expériences, elle tente toujours de s’approcher, au plus près, du quotidien, du sensible, du singulier, pour rejoindre l’universel. Sa trilogie familiale  — Comment j’ai vidé la maison de mes parents, Lettres d’amour en héritage, Comment je me suis séparée de ma fille et de mon quasi-fils —, saluée comme un haut lieu de l'autofiction raconte « l’orage émotionnel » que chacun peut ressentir au moment de perdre ses parents ou de voir ses enfants quitter la maison. Dans un style limpide et pudique, par petites touches successives, à la manière des peintres impressionnistes, Lydia Flem cherche à exprimer la complexité des sentiments humains et des relations familiales.
Le magazine suisse Payot-L'Hebdo de février 2011 présente Lydia Flem comme « une voix unique dans la littérature francophone » et ajoute que « Personne mieux qu’elle ne met des mots sur les saisons et orages de la vie, n’incarne avec autant d’intelligence, de grâce et d’humour ces moments de l’existence où l’on souffre sans savoir que faire de cette douleur ». Sa trilogie familiale a séduit un large public international en évoquant les liens entre parents et enfants, la séparation de sa fille ou la vente de la maison de ses parents.

## La Reine Alice
La Reine Alice est saluée par une critique très élogieuse, du Monde à La Croix, du Soir et de La Libre Belgique à L'Humanité et au magazine Lire qui titre sous la plume de Christine Ferniot « Un texte salvateur ». Dans son émission littéraire sur France 5, La Grande Librairie du 10 février 2011, François Busnel évoque « un chef-d'œuvre », un jugement qu'il réitère dans L'Express  à propos de ce roman qui, tel un trajet initiatique, raconte le passage d'Alice « De l'autre côté du miroir » vers la quintessence de soi.
En s'inspirant de Lewis Carroll, Lydia Flem donne la forme d'un conte au récit de la traversée de la reine des maladies, de la chimiothérapie 1 à la chimiothérapie 6 et des mains de Lady Cobalt à La Forêt du Pas à Pas de la Convalescence. Alice rencontre de merveilleux personnages, le Blanc Lapin, Cherubino Balbozar, le Ver à Soie, le Troll qui lui prodiguent de précieux encouragements : « vos ressources sont immenses, mais vous le savez pas encore ». La Licorne lui offre l'Attrape-lumière qui lui permet de « voler une parcelle d'éternité à la course des nuages ».
Peu à peu elle parviendra à « Puiser dans le dénuement, l'impuissance, la souffrance et la peur, une nouvelle liberté » et à découvrir que « le temps de la maladie n'était pas un temps perdu, seulement une mise entre parenthèses, loin du monde, proche de soi ». Alice avait compris qu'elle devait accepter l'épreuve, lui « donner son consentement », ne pas se révolter, « Dire oui. Oui, dans les larmes et dans les rires. Il en naîtrait peut-être des arcs-en-ciel ».
De l'épreuve est né un arc-en-ciel et un viatique sous la forme d'une « petite philosophie de poche » : « Le seul vrai bonheur est celui que l'on partage », « Si rien ne m'est dû, alors tout sera cadeau », « Il faut saisir les belles choses au moment où elles se présentent. Il faut les cueillir comme une bénédiction parce qu'elles sont mortelles ». Cette sagesse née de la souffrance tient en quelques mots : « L'instant, c'est le cadeau d'Alice » écrit Bruno Frappat qui ajoute dans La Croix : « Inouï, ce travail d'écriture, qui fait d'un livre sur le cancer un charme ! ».
Dans un entretien avec Isabelle Falconnier en 2011, Lydia Flem fait le lien entre La Reine Alice et sa trilogie familiale : 

« Le monde d’Alice au pays des merveilles m’avait déjà donné un fil rouge pour mon livre précédent, comment je me suis séparée de ma fille et de mon quasi-fils. Chacun des chapitres commençait avec une citation de cette histoire parce que le personnage de Lewis Carroll est une petite fille qui se pose des questions sur son identité. Le monde autour d’elle est effrayant, mystérieux, incompréhensible, souvent absurde et pour y faire face, elle devient hardie, fonceuse, tient tête, relève les défis. Lewis Carroll a d’abord imaginé une étrange partie de cartes, ensuite dans Derrière le miroir, il invente une folle partie d’échecs. De pion, Alice finit par devenir, tout à la fin, une reine. Cette métaphore m’a plu. Toute personne qui doit surmonter des épreuves devient une altesse. Ainsi Alice est-elle devenue la reine Alice. »

Lydia Flem explique dans cet entretien sa démarche littéraire et révèle la cohérence de son œuvre : 

« Dans mes livres, il y a toujours la quête impossible de cueillir la rosée du matin avant qu’elle ne s’évapore, de décrire ce qui nous agite, nous tourmente, nous emporte, nous dessaisit de nous-mêmes, ce qui nous fait peur ou honte. Ces orages émotionnels — titre du premier chapitre de Comment j’ai vidé la maison de mes parents — j’essaie de les raconter pour les offrir en partage à mes lecteurs. Le plus singulier, le plus intime, rejoint souvent l’universel. Au-delà de nos différences, nous partageons des émotions, des expériences qu’on dissimule par pudeur, par culpabilité. En découvrant qu’ils n’étaient pas seuls au monde à vivre ces orages émotionnels, les lecteurs m’ont confié s’être sentis autorisés à éprouver ce qu’ils ressentaient secrètement, apaisés, consolés, d’être reliés à d’autres êtres humains qui partageaient avec eux la même danse fragile de l’existence. Je suis très émue par cette réception si intense de mes livres. J’écris parce que j’ai toujours rêvé d’écrire, mais j’ai dans la tête un lecteur imaginaire, comme une présence muette à qui je m’adresse, à qui je destine le livre à venir. »

Alain Veinstein reçoit Lydia Flem le 2 mars 2011 pour un entretien qui peut être écouté sur le site de France Culture.
Lydia Flem donne une lecture intégrale de son roman, La Reine Alice, en janvier 2011 à l’Institut français mémoires de l’édition contemporaine (IMEC) et sa performance a été enregistrée et filmée par Alain Fleischer.
La Reine Alice est accompagné d'une série de photographies (23 exactement) publiées en fin d'ouvrage. Ces tableaux photographiques, où figurent de savants assemblages de petits objets (cartes à jouer, tasses, bibelots en tous genres) ont été réalisés en amont de l'écriture du récit, alors que Lydia Flem, atteinte d'un cancer et trop épuisée pour écrire, a troqué sa plume contre un appareil photo. Comme le suggère Alain Fleisher : « au lieu que les images soient les illustrations de cette histoire, c’est le texte qui est devenu après coup leur superbe légende » (il faut ici prendre le mot légende dans son double sens).

## Œuvre

### Livres
- Que ce soit doux pour les vivants, Seuil, coll. « La Librairie du XXIe siècle », 2024.
- Paris Fantasme, Seuil, 2021.
- La Vie quotidienne de Freud et de ses patients, préface de Fehti Benslama, Seuil, coll. « La Librairie du XXIe siècle », 2018.
- Je me souviens de l'imperméable rouge que je portais l'été de mes vingt ans, Seuil, coll. « Librairie du XXIe siècle », 2016.
- Journal implicite. Photographies 2008-2012, éd. de la Martinière/Maison européenne de la photographie, 2013.
- Discours de réception de Lydia Flem à l'Académie royale de Belgique accueillie par Jacques De Decker secrétaire perpétuel, Seuil, coll. « La Librairie du XXIe siècle », 2011.
- La Reine Alice, Seuil, coll. « Librairie du XXIe siècle », 2011.
- Comment je me suis séparée de ma fille et de mon quasi-fils, Seuil, coll. « Librairie du XXIe siècle », 2009 et poche (traduit en castillan (Alberdania, 2009), en catalan (Alberdania, 2009), en basque (Alberdania, 2009).
- Panique, Seuil, 2005prix de l’Académie royale de langue et de littérature françaises de Belgique en 2006.
- Comment j’ai vidé la maison de mes parents, 2004.
- La Voix des amants, 2002.
- Casanova ou l’exercice du bonheur, 1995.
- L’homme Freud, 1991.
- La Vie quotidienne de Freud et de ses patients, Paris, Hachette, 1986Paru en livre de poche sous le titre Freud et ses patients, biblio-essais n°[Lequel ?], 1987.
- Le racisme  (préf. Léon Poliakov), Paris, MA éditions, coll. « Le monde de », 1985.

### Lecture-performance
Lecture-performance intégrale de son roman La Reine Alice par Lydia Flem les 27, 28 et 29 janvier 2011 à l'IMEC, Caen, Abbaye d'Ardenne, filmée par Alain Fleischer.

### Adaptation théâtrale
- Lettres d'amour en héritage, adaptation pour la scène de Lydia Flem, Festival de la Correspondance, Grignan, 4 juillet 2015, mise en lecture et narratrice : Marie-Armelle Deguy, Jacqueline : Zelda Perez, Boris : Alexandre Ruby. Dans le jardin du Mail, Grignan.

### Expositions de photographies
- 2011 : Exposition personnelle Lady Cobalt. Journal photographique (29 janvier- 27 février), à l’IMEC (Institut mémoires de l’édition contemporaine), Caen ; accrochage d’Alain Fleischer
- 2011-2012 : Exposition personnelle, Le Journal photographique de la Reine Alice (29 novembre 2011 - 15 janvier 2012) à l’espace photographique Contretype, Bruxelles ; commissaire : Jean-Louis Godefroy
- 2014 : Exposition personnelle, Journal implicite (17 octobre-22 novembre) Berlin, Biennale de la photographie, Institut de France ; commissaire : Fabrice Gabriel
- 2015 : Exposition personnelle, Journal implicite (15 avril-14 juin), Paris, MEP, Maison européenne de la photographie ; commissaire : Jean-Luc Monterosso — Fiac (Galerie Françoise Paviot)

### Ouvrages collectifs
- Sigmund Freud, Judaism Essentiel and Mysterious, « Makers of Jewish Modernity », Princeton University Press, 2016.
- « La Vie quotidienne de Freud et ses patients à Vienne » (p. 45-52) et « S.Freud, un judaïsme des lumières, une fidélité 'mystérieuse' et 'capitale' »  (p. 53-60) dans Freud, Les Cahiers de l'Herne, 2015.
- « L'œil du désir », dans Sensation et sensualité : Rubens et son héritage, Fonds Mercator, 2014.
- Opéra, revue Pylône n°9, éd. Gilles Collard, « Voluptés », p. 128-131.
- Jean-Pierre Vernant. Dedans dehors (éd.M. Olender et F.Vitrani), « De l'amitié », p. 29-32, Le Genre humain 53, 2013.
- Ruptures (éd. René Frydman, Muriel Flis-Trèves), « Perdre, créer : la littérature existe parce que la réalité ne nous suffit pas », p. 107-108, PUF, 2013.
- Lexique Nomade, « Intime », Assises du roman 2012, Le Monde, Villa Gillet, p. 35-36, éd. Christian Bourgois, 2012.
- La question de la vérité, entretien de Raphaëlle Rérolle avec Lydia Flem, Catherine Millet, Camille Laurens, Assises du roman 2012, p. 7-41, éd. Christian Bourgois, 2012.
- Casanova for ever, « Le malentendu Casanova », Éd. Dilecta, FRAC Languedoc-Roussillon, 2010.
- La Passion à l'œuvre. Rodin et Freud collectionneurs, Freud/Rodin, créateurs/collectionneurs, Musée Rodin, Paris, 2008.
- Les Madeleines de nos auteurs, (sous la dir. Apolline Elter), Soupe aux lentilles et crumble aux pommes, p.  93-101, Racine, 2008.
- Compartiment auteurs, 2007, Au fond de l’impasse, nouvelle, p.  55-60, (offert aux voyageurs par la SNCB à l’occasion de la Foire du Livre de), 28 février 2007.
- Festival d’Aix-en-Provence, texte pour le programme de l’opéra « Julie » d’après Strindberg, musique de Boesmans.
- Rooms, récits, (sous la dir. Olivier Rolin), , Chambre 258, hôtel Waldhaus, Sils-Maria, p.  104-110, Seuil, La librairie du XXIe siècle, 2006.
- Séduction et sociétés, Approches historiques (sous la dir.Cécile Dauphin et Arlette Farge), « Opéra : délices de l’oreille, voix de la séduction », p.  330-346, Seuil, 2001.
- En substances, textes pour Françoise Héritier, Fayard, 2000, Cherubino d’amore, p.  555-560. Traduit en espagnol dans la revue Microfisuras, no  10, 2000.
- Construire l'histoire, Monographies de la Revue française de psychanalyse, Archives de l'inconscient ou fiction théorique ? PUF, 1998.
- La Violence des familles, D'Œdipe à Figaro : une mise en scène de l'inceste, Autrement éd., 1997.
- Lettres à l'amant, (dix-sept lettres d'écrivain au féminin), Lettre à Paul Celan, Colophon Imprimeur, Grignan, 1997.
- L'art est-il une connaissance?, (R.P.Droit éd.), Et il est bien permis de pousser un soupir. Freud et l'énigme de la création, Le Monde éd., 1993.
- La curiosité, (Nicole Czechowski éd.) Freud et Casanova : scènes d'enfance et de curiosité, Autrement éd., 1993.
- Bruxelles-Transit, Samy Szlingerbaum, (A.Nysenholc éd.), Bruxelles-Transit, Bruxelles-Transfert, Bruxelles, p.  93-97, Complexe, 1989.

### Préface
- Passepoil, piqûres et paillettes. Dictionnaire de fil, d’aiguilles et d’étoffes, de Maggy Baum et Chantal Boyeldieu-Duyck, Seuil, 2008.

### Traduction
- La Mégalomanie de Freud, Israël Rosenfield, Seuil, 2000 (de l'américain).

### Archives
- Lydia Flem dispose d'un fonds d'archives à l'Institut Mémoires de l'édition contemporaine (IMEC).

### Études
- Valérie Dusaillant-Fernandes, « Le cancer au pays d’Alice : Lydia Flem et son conte à ne pas mourir debout », dans Interférences littéraires/Literaire interferenties, n° 18, mai 2016, pp. 251-267, sur interferenceslitteraires.be.
- Claude Burgelin, « Portrait de Lydia Flem » dans Les Moments littéraires no 33, dossier Lydia Flem, 2015. Ce dossier comprend également une interview de Gilbert Moreau avec Lydia Flem et cinq textes Achat féminin, Sur le divan, dernière séance, Lettre à Paul Celan, Il s’appelait Boris et la préface à une édition japonaise en poche des Lettres d’amour en héritage.
- Servanne Monjour, 2015, « Lydia Flem au miroir de Claude Cahun : une poétique de l’anamorphose ». Dans le cadre de Héritages de Claude Cahun et Marcel Moore. Colloque organisé par Figura, le Centre de recherche sur le texte et l’imaginaire. Montréal, Université de Montréal, 29 mai 2015. Document audio. En ligne sur le site de l’Observatoire de l’imaginaire contemporain : oic.uqam.ca.
- Servanne Monjour, « La littérature à l’ère photographique : mutations, novations, enjeux : de l’argentique au numérique », université de Montréal et Rennes 2, thèse publiée en 2016.
- Hélène Gestern, Saturations, sur le « Journal implicite » La Faute à Rousseau, revue de l’autobiographie 69, juin 2015.
- Les Photographies de Lydia Flem. The Photographs of Lydia Flem, avec des textes de Yves Bonnefoy, Alain Fleischer, Fabrice Gabriel, Hélène Giannecchini, Agnès de Gouvion Saint- Cyr, Donatien Grau, Ivan Jablonka, Jean-Luc Monterosso, Catherine Perret, François Vitrani, édition bilingue français/ anglais, ed. Maison européenne de la photographie, Maison de l’Amérique latine, Institut français de Berlin, 2014.
- Maren Lübbke-Tidow, « Showing Something We don’t See. Rays of light and leaps of time through the European Month of Photography Berlin », 6.th European Month of Photography, p.10-23 et p.216, Kehrer verlag, 2014.
- Jana Raschke, « Deuil, écriture d’après-génocide, biographie paternelle et écriture de soi sans l’œuvre de Lydia Flem », thèse, 2008-2009, université de Pau.